# Imouzzer Marmoucha
Imouzzer Marmoucha è una città del Marocco, nella provincia di Boulemane, nella regione di Fès-Meknès.
La popolazione della cittadina è in prevalenza di origine berbera.
La municipalità di Immouzer Marmoucha comprende 4 comunità rurali:: Ait El Mane, Ait Bazza, Talzemt e Almis Marmoucha.